# Francis Graham-Smith

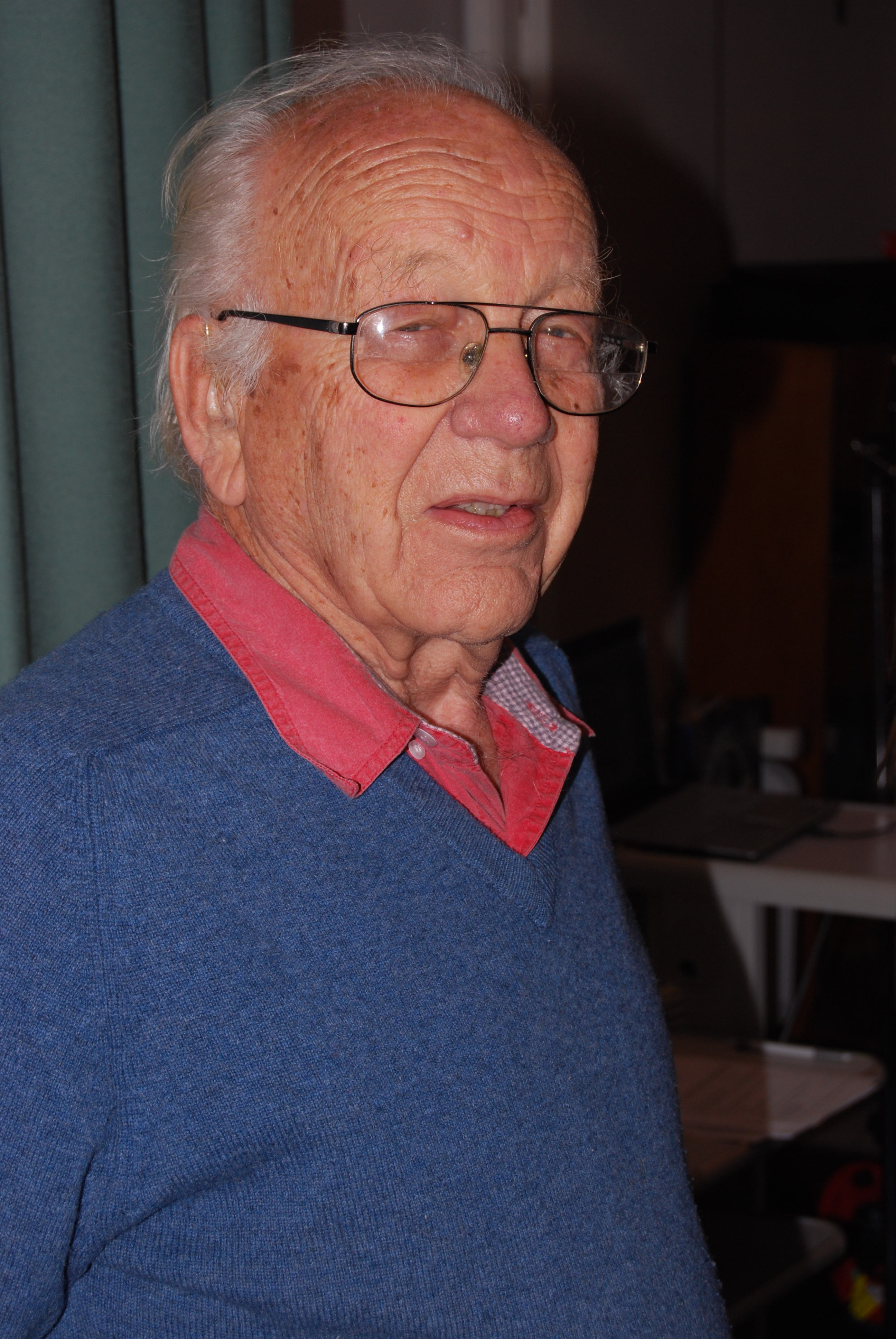
Sir Francis Graham-Smith (2009)

Sir Francis Graham-Smith (* 25. April 1923; † 20. Juni 2025) war ein britischer Astronom (Radioastronomie). Er war von 1982 bis 1990 Astronomer Royal.

## Leben
Smith studierte ab 1941 an der Universität Cambridge und war ab 1946 Teil der Radioastronomie-Gruppe von Martin Ryle, unter anderem baute er 1950 das Long Michelson Interferometer in Cambridge (Old Rifle Range). 1964 wurde er Professor für Radioastronomie an der University of Manchester und 1981 Direktor der Nuffield Radio Astronomy Laboratories in Jodrell Bank. Von 1975 bis 1981 war er außerdem Direktor des Royal Greenwich Observatory. In dieser Funktion war er wesentlich beteiligt an der Einrichtung des Northern Hemisphere Observatory in La Palma.
Er identifizierte Cygnus A als Radiogalaxie.
1970 wurde er Fellow der Royal Society, deren Royal Medal er 1987 erhielt. 1986 wurde er geadelt. Von 1975 bis 1977 war er Präsident der Royal Astronomical Society. 1991 erhielt er die Glazebrook Medal. 1993 wurde er Mitglied der Academia Europaea.
Er war Hobby-Imker und betreute Bienenstöcke auf dem Gelände des Observatoriums in Jodrell Bank.
Von ihm stammen einige populärwissenschaftliche Bücher.
Francis Graham-Smith verstarb im Juni 2025 im Alter von 102 Jahren.

## Schriften
- mit J. H. Thomson: Optics. 2. Auflage, Wiley, 1988
- mit Bernard Lovell: Pathways to the Universe. Cambridge UP, 1989
- mit Terry A. King: Optics and Photonics. Wiley, 2000
- mit Andrew Lyne: Pulsar Astronomy. Cambridge Astrophysics Series, Cambridge UP, 1990, 4. Auflage, 2012
  - deutsch: Pulsare. Barth, Leipzig, Berlin, Heidelberg 1993, ISBN 3-335-00336-5
- Unseen Cosmos: The Universe in Radio. Oxford UP, 2014
- Eyes on the Sky: A Spectrum of Telescopes. Oxford UP, 2016
- mit Bernard F. Burke, Peter N. Wilkinson: Introduction to Radio Astronomy. 4. Auflage, Cambridge UP, 2019